# Fasim
Fasim és el tagname de Germán Bel (Barcelona, 1973) és un artista urbà català instal·lat a València. Entre les seues influències hi trobem JonOne i Henry Chalfant.

## Galeria

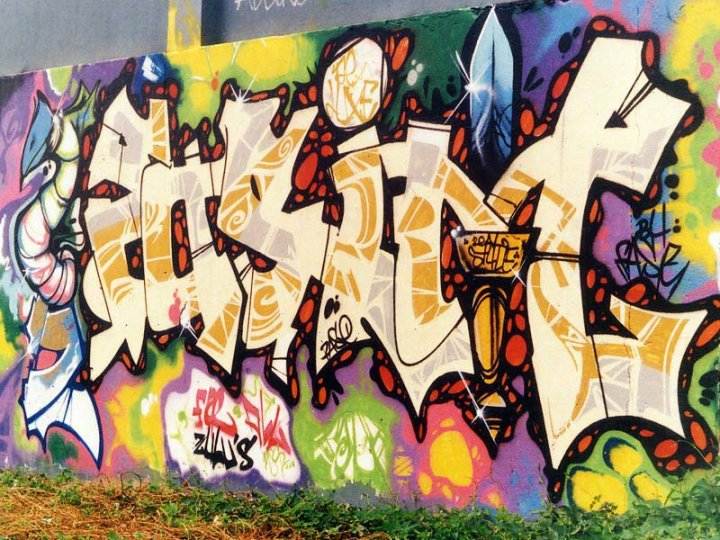
Treball del 1988.
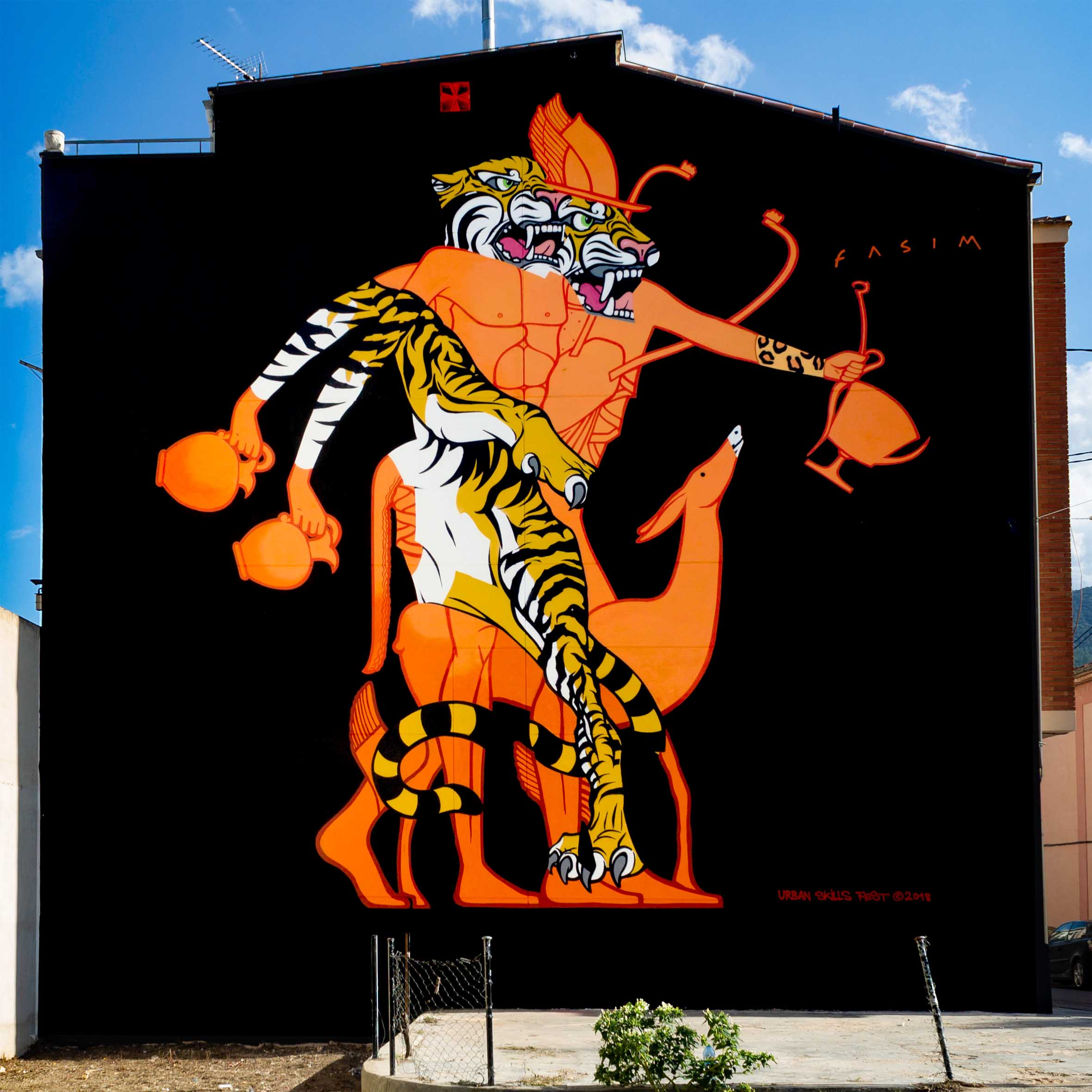
Graffiti en Alcoi.
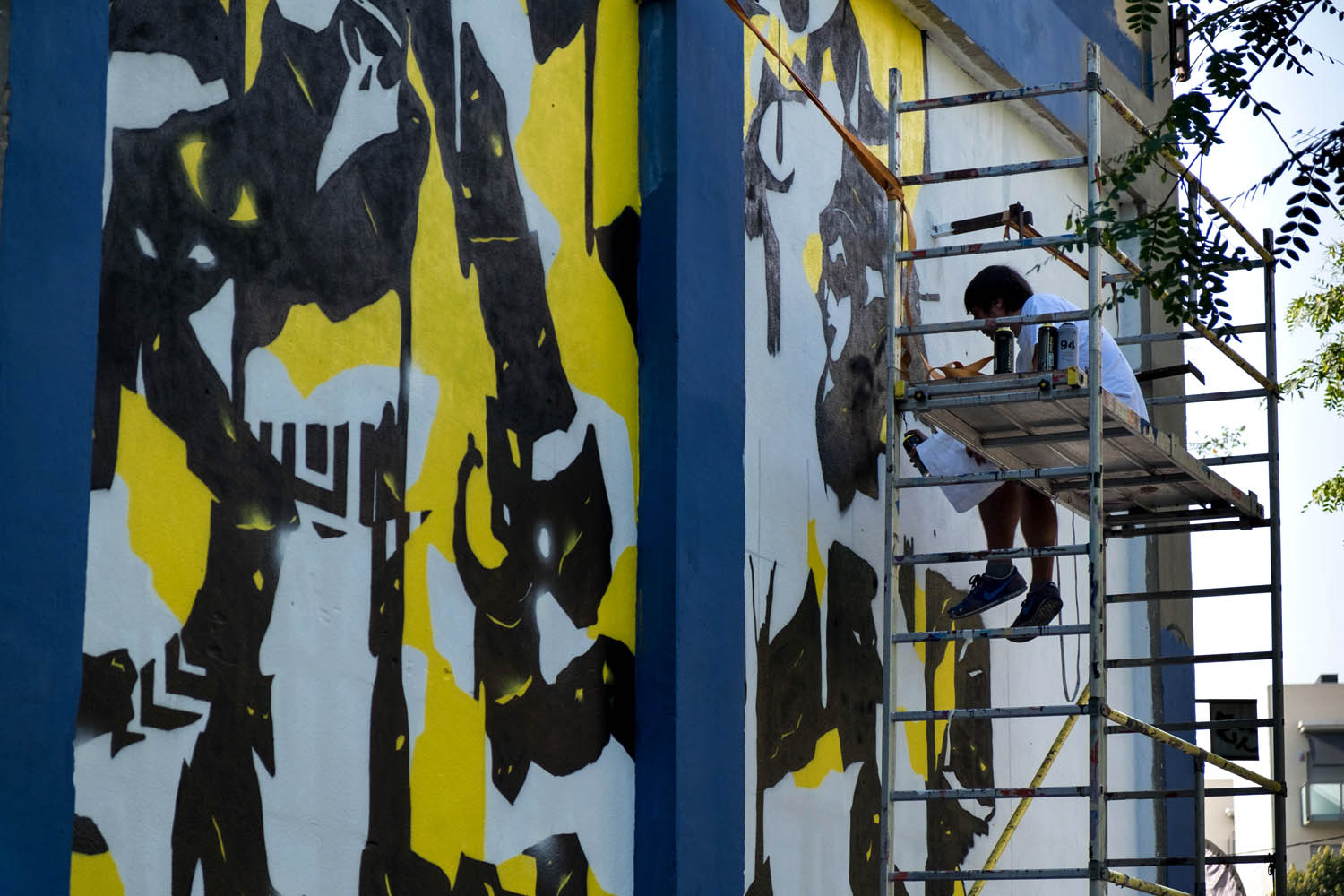
Fasim treballant en un mural del 2016.